# Esger Juul
Esger Juul († 17. Januar 1325) war von 1306 bis 1310 Bischof von Aarhus und von 1310 bis 1325 Erzbischof von Lund.

## Leben
Esger Juul war der Sohn des jütischen Landbesitzers Niels Juul. Sein Vater war 1285 Richter im Prozess des Schleswiger Herzogs Waldemar um seine Ansprüche auf den dänischen Thron. Waldemar unterlag zwar, wurde aber im folgenden Jahr nach der Ermordung von König Erik V. Klipping zum Regenten für den Thronfolger, seinen minderjährigen Cousin Erik VI. Menved, ernannt.
Esger war schon früh Kanoniker am Dom zu Ribe. In den 1290er Jahren unterstützte er König Erik VI. gegen den Erzbischof Jens Grand von Lund, der für den dänischen König einerseits als Vertreter der Kirche und andererseits als Mitglied der mächtigen Adelsfamilie Hvide zu einer Bedrohung wurde. Nach der Gefangennahme des Erzbischofs verhandelte Esger Juul mit dem päpstlichen Nuntius Isarnus von Fontiano und reiste nach 1300 auch selbst nach Rom. Das Ergebnis der Verhandlungen war für Dänemark günstig: Jens Grand tauschte das Bistum mit Isarnus und musste damit Dänemark verlassen. Im Gegenzug musste der König versprechen, auf die Besteuerung der Kirche zu verzichten. 1302 wurde das wegen der Gefangensetzung von Jens Grand erlassene Interdikt gegen Dänemark aufgehoben. Esger Juul wurde mit einer Präbende in Lund belohnt und 1306 zum Bischof von Aarhus ernannt. Als Isarnus 1310 von Papst Clemens V. aus Lund abberufen wurde, wurde Esgar Juul zu seinem Nachfolger als höchster Vertreter der Kirche in Dänemark ernannt.
Finanziell unterstützt vom König reiste er 1311 zum Konzil von Vienne, wo der Papst ihm das Pallium verlieh. Auf dem Konzil erlangte er auch eine Bulle, die die Rückgabe unrechtmäßig enteigneter bischöflicher Güter verlangte. Als Nachrichten davon den König erreichten, wurden die Bischöfe sofort gedrängt einen Treueschwur auf den König abzulegen. Juul kehrte erst 1313 zurück, als in Jütland gerade ein Bauernaufstand stattfand, und wurde beschuldigt, die Bauern gegen den König aufgewiegelt zu haben. Juul musste nicht nur die Reisekosten zurückzahlen, sondern bekam auch eine hohe Strafe auferlegt und musste sich verpflichten, auf der erzbischöflichen Burg Hammershus auf Bornholm keinen Verwalter ohne Zustimmung des Königs einzusetzen. Nachdem auch er dem König Treue geschworen hatte, konnte er in den folgenden Jahren weitgehend ungestört sein Amt verwalten und den Einfluss des Lundener Erzbischofs auf die dänische und schwedische Kirche ausbauen. Auf dem Nationalkonzil von Kalundborg führte er 1314 das Fest der heiligen Ursula in Dänemark ein und setzte das bis dahin nur unzureichend umgesetzte Zölibat durch.
Ab 1317 befand sich Esger Juul jedoch zunehmend in Opposition zu Erik VI., vor allem weil dieser entgegen der 1302 mit dem Papst getroffenen Einigung die Kirche besteuerte. Juul verbündete sich mit dessen Bruder Christoph und mehreren Adligen, darunter Anders Stigsen Hvide, dem Sohn von Stig Andersen Hvide d. Ä., der als verurteilter Mörder von Erik V. Klipping ins Exil nach Norwegen gegangen war. Während der König zur Unterstützung seines Schwagers, des schwedischen Königs Birger, nach Schweden zog, plünderte das Heer der Aufständischen in Schonen. Erik VI. verzichtete daraufhin auf das weitere Eintreten für Birger, versöhnte sich mit seinem Bruder und ließ Hammershus durch seinen Marschal besetzen. Esger Juul floh nach Deutschland und ging von dort zum Papst nach Avignon. Nach Eriks Tod rief ihn dessen Bruder, der neue König Christoph II., nach Dänemark zurück. Unter Vermittlung des Nuntius Bernard de Montevalrano wurde eine Einigung, die auch Teil der Handfeste wurde, geschlossen: Der König musste sich verpflichten, auf alle Rechte über die Kirche und die Geistlichen zu verzichten. Die bischöflichen Güter einschließlich der Burg Hammershus und die geleisteten Strafgelder wurden zurückerstattet und die Besteuerung der Geistlichkeit aufgehoben. 1324 krönte Esger Juul als Erzbischof Christoph II. und dessen Sohn Erik in Vordingborg.